# Rock 'n' Roll High School
Pour le film, voir Le Lycée des cancres.
Rock 'n' Roll High School est une chanson des Ramones enregistré à la base pour le film du même nom. Le single n'a pas été classé dans les charts aux États-Unis mais a atteint la 67e place dans le UK Singles Chart. Elle est considérée comme l'une des meilleures du groupe.
Les Ramones ont ensuite réenregistré le titre pour leur album End of the Century, produit par Phil Spector.
Durant l'enregistrement, le producteur aurait fait répéter l’introduction pendant 8 heures, énervant ainsi le guitariste Johnny Ramone. Le disque étant accessible dès le 1er juin 1979, le film par contre n'a pu être visionné en salle par le grand public qu'à partir du 24 août 1979.
Cette chanson a été reprise par le groupe allemand EL*KE pour le film La Vague (Die Welle), sortit le 13 mars 2008.